# Ida (jméno)
Ida je ženské křestní jméno germánského původu. Jeho původ je obvykle odvozován od staroněmeckého výrazu id – „čin“.
V českém občanském kalendáři má svátek 15. března.

## Statistické údaje
Následující tabulka uvádí četnost jména v ČR a pořadí mezi ženskými jmény ve srovnání dvou roků, pro které jsou dostupné údaje MV ČR – lze z ní tedy vysledovat trend v užívání tohoto jména:
| Rok  | Četnost | Pořadí |
| ---- | ------- | ------ |
| 1999 | 1036    | 217.   |
| 2002 | 1004    | 220.   |
| 2006 | 951     | 243.   |

Změna procentního zastoupení tohoto jména mezi žijícími ženami v ČR (tj. procentní změna se započítáním celkového úbytku žen v ČR za sledované tři roky 1999–2002) je -2,3 %.

## Známé nositelky jména
- Ida z Formbachu
- Idunn – germánská bohyně
- Ida z Boulogne – francouzská světice
- Ida Finková – izraelská spisovatelka
- Ida Kelarová – česká zpěvačka
- Ida Pfeiffer – rakouská cestovatelka a autorka cestopisů
- Ida Rapaičová – slovenská herečka
- Ida Rozová – česká redaktorka a novinářka
- Ida Rubinstein – ruská baletka
- Ida Wettinská – česká kněžna (1055–1061), manželka Spytihněva II.